# سررو نگرو (سانتا کاتارینا)
سررو نگرو (به پرتغالی: Cerro Negro) یک منطقهٔ مسکونی در برزیل است که در سانتا کاتارینا واقع شده‌است. سررو نگرو ۳٬۰۶۸ نفر جمعیت دارد.